# F.C. De Kampioenen seizoen 3
Reeks 3 van F.C. De Kampioenen werd voor de eerste keer uitgezonden tussen 10 oktober 1992 en 2 januari 1993. De reeks telt 13 afleveringen. Dit is het laatste seizoen waaraan bedenker en regisseur Willy Vanduren heeft meegewerkt.

## Overzicht
| Nr. serie | Nr. reeks | Titel van aflevering | Scenarist(en)      | Uitzenddatum     |  |
| --- | --------- | -------------------- | ------------------ | ---------------- |  |
| 27 | 1         | De nieuwe Kampioen   | Frank Van Laecke   | 10 oktober 1992  |  |
| Doortje is nog steeds zwanger en denkt steeds onterecht dat ze weeën heeft. Ondertussen gaan de Kampioenen op verplaatsing spelen bij F.C. Stomp. Oscar krijgt hoofdpijn doordat hij zich zorgen maakt over de wedstrijd. Ondertussen moet Carmen ook naar het ziekenhuis nadat ze haar teen bezeert tijdens het schoonmaken bij Boma. Wanneer Doortje plotseling moet bevallen, moeten ze Pico terughalen van de wedstrijd. Ondertussen blijken ze Carmen nog te kennen in het ziekenhuis. Uiteindelijk bevalt Doortje van haar zoon: Billie.                                                                                |           |                      |                    |                  |  |
| 28 | 2         | Depressief           | René Swartenbroekx | 17 oktober 1992  |  |
| Doortje veinst een post-partumdepressie om ervoor te zorgen dat Pico zich om haar bekommert. Vervolgens komt Carmen erachter dat Doortje eigenlijk alsof doet. Hierdoor komt Carmen op het idee om ook een depressie te veinzen zodat ze eindelijk een hond krijgt. Hier droomt ze namelijk al heel lang van. Uiteindelijk krijgt Carmen dus haar hond: Nero. |           |                      |                    |                  |  |
| 29 | 3         | De elfde man         | Luc Kerkhofs       | 24 oktober 1992  |  |
| Het is jaarmarkt in het dorp van de Kampioenen. DDT organiseert daarom een opendeurdag. Eigenlijk zou hij zijn garage graag geschilderd zien, maar DDT vindt dit te veel werk. Pascale wil ondertussen de woonkamer behangen om een goede indruk te maken op haar zus Madeleine. Boma heeft ondertussen een schepen genaamd Liliane Verhoeven uitgenodigd om naar de match te komen zien. Doordat sommige spelers afbellen, zijn de Kampioenen maar met tien en komen ze dus een man tekort. Boma maakt zich hier uiteraard kwaad in en belooft om zelf voor een elfde speler te zorgen. Dit blijkt uiteindelijk DDT te zijn. |           |                      |                    |                  |  |
| 30 | 4         | De schat             | Anton Klee         | 31 oktober 1992  |  |
| DDT vindt langs het veld een koffertje met geld. Hij pikt het stiekem in, maar Bieke en Doortje hebben het gezien. Hij dwingt Doortje om te zwijgen, terwijl Bieke vindt dat iedereen het moet weten. De Kampioenen claimen het geld, maar DDT wil niet toegeven. Het blijkt om misdaadgeld te gaan dat later verbrand wordt. |           |                      |                    |                  |  |
| 31 | 5         | Besmet!              | Frank Van Laecke   | 7 november 1992  |  |
| Xavier moet van sergeant De Kroet een gevaarlijk virus vervoeren naar het militaire ziekenhuis. Hij valt in panne voor de deur van DDT. Boma valt daar ook toevallig in panne. Doortje geeft hierdoor Boma,Xavier en DDT een kopje van haar thee. Wanneer DDT thee morst op de doos met het virus, ontstaat er rook. De Kampioenen denken dat er een giftig gas ontsnapt. Ze worden in quarantaine geplaatst. Later blijkt de doos met het virus bevroren kreeften te bevatten. |           |                      |                    |                  |  |
| 32 | 6         | De haptonoom         | Anton Klee         | 14 november 1992 |  |
| Boma komt in contact met een Nederlandse haptonoom genaamd Pieter Paul Pereboom. Hij wordt prompt de assistent van Oscar. Pereboom wil het moreel van de ploeg opkrikken. Oscar is ondertussen bang om zijn trainerspost opnieuw te verliezen en weigert mee te doen met de psychologische tests. DDT is ondertussen onder de indruk van Pereboom zijn verkooptechnieken en wil nu ook mee doen. |           |                      |                    |                  |  |
| 33 | 7         | Weekend aan zee      | Luc Kerkhofs       | 21 november 1992 |  |
| Carmen wint een prijsvraag bij Radio Hallo. Ze wint een weekend naar zee voor 4 personen. Carmen besluit met Pascal, Doortje en Bieke te gaan. Nu de vrouwen weg zijn, organiseren de mannen een feestje in het café. Boma belooft echter een vriendin mee te brengen, maar niemand is vrij. Dus belt hij naar een escort bureau. Tegelijkertijd heeft Ma DDT een vrouw naar DDT gestuurd. Bovendien komen de vrouwen op de verkeerde plaats terecht. |           |                      |                    |                  |  |
| 34 | 8         | Stank voor dank      | Anton Klee         | 28 november 1992 |  |
| De Kampioenen hebben last van geurhinder. Xavier krijgt hoofdpijn en Nero heeft een druipneus. Juist daarvoor plaatste DDT een nieuwe benzinepomp. Iedereen denkt onterecht dat DDT's benzinepomp de oorzaak is. Later blijkt de stank afkomstig te zijn van het vleesbedrijf van Boma. |           |                      |                    |                  |  |
| 35 | 9         | Miss Knalpot         | Frank Van Laecke   | 5 december 1992  |  |
| DDT krijgt bezoek van een afgevaardigde van een uiterst belangrijk automerk. Deze afgevaardigde stelt hem voor om plaatselijk filiaalhouder te worden. Dit levert DDT heel wat geld op, maar daarvoor moet de garage eerst uitgebreid worden. Dus het voetbalveld moet verkocht worden aan hem. Ze besluiten om de vrouwen tegen elkaar op te zetten om tweedracht te zaaien. DDT doet dit door middel van het organiseren van missverkiezingen. |           |                      |                    |                  |  |
| 36 | 10        | Kiescampagne         | René Swartenbroekx | 12 december 1992 |  |
| Er zijn gemeenteraadsverkiezingen. Boma en Pico zijn kandidaat bij verschillende lijsten. Beide proberen om DDT aan hun kant te krijgen omdat hij voorzitter van het kiesbureau is. Boma gebruikt zijn Radio Hallo met Marc om een dure campagne te voeren, terwijl Pico Bieke inschakelt voor een gewonere campagne. De verkiezingen worden uiteindelijk ongeldig verklaard omdat DDT, als voorzitter van het kiesbureau, de mensen liet stemmen met een blauwe balpen in plaats van een rood potlood. |           |                      |                    |                  |  |
| 37 | 11        | Tango d'Amore        | Anton Klee         | 19 december 1992 |  |
| Carmen is bijna jarig en verwacht dat Xavier het zal vergeten zoals elk jaar. Dit jaar is hij het echter niet vergeten en daarom heeft hij stiekem aan Doortje tangolessen gevraagd. De Tango d'Amore is Carmen haar lievelingsdans. Doortje moet zwijgen, want dit moet uiteraard een verrassing blijven. |           |                      |                    |                  |  |
| 38 | 12        | DDT niet OK          | Luc Kerkhofs       | 26 december 1992 |  |
| De zaken gaan moeilijk bij DDT. Een grote garage in de buurt pakt veel klanten af. Doortje is bang om haar werk te verliezen, dus vraagt ze aan de Kampioenen om DDT te steunen. De Kampioenen maken echter plannen over wat ze zouden kunnen doen met de garage als DDT verdwijnt. |           |                      |                    |                  |  |
| 39 | 13        | Betrapt              | Frank Van Laecke   | 2 januari 1993   |  |
| Pico flirt met een collega op het bal van zijn school. Doortje komt hierachter en zoekt 's nachts troost bij Pascale en Oscar, want ze wil niet thuis slapen. Pico is zwaar dronken en op zoek naar Doortje. Hij kan haar echter niet vinden en Pico blijft dus bij Carmen thuis op de zetel slapen. Wanneer Xavier thuiskomt denkt hij dat Pico een relatie heeft met Carmen. |           |                      |                    |                  |  |

## Hoofdcast
- Marijn Devalck (Balthasar Boma)
- Loes Van den Heuvel (Carmen Waterslaeghers)
- Johny Voners (Xavier Waterslaeghers)
- Ann Tuts (Doortje Van Hoeck)
- Walter Michiels (Pico Coppens)
- An Swartenbroekx (Bieke Crucke)
- Danni Heylen (Pascale De Backer)
- Carry Goossens (Oscar Crucke)
- Jacques Vermeire (Dimitri De Tremmerie).

## Vaste gastacteurs
(Personages die door de reeksen heen meerdere keren opduiken)
- Vera Puts (Truus Pinckers)
- Achiel Van Malderen (dierenarts André Van Tichelen)
- Herman Verbruggen (Marc Vertongen)
- Agnes De Nul (Liliane Verhoeven)
- Greet Rouffaer (Marijke)
- Ron Cornet (Kolonel Vandesijpe)
- Dirk Vermiert (Sergeant De Kroet)
- Jenny Tanghe (Georgette "Ma DDT" Verreth).

## Scenario
- Frank Van Laecke
- René Swartenbroekx
- Luc Kerkhofs
- Anton Klee

## Regie
- Willy Vanduren